# Pablo Casals
Pau Casals i Defilló (El Vendrell, 29 december 1876 – San Juan (Puerto Rico), 22 oktober 1973), die zich bij zijn internationale optredens Pablo Casals noemde, was een Catalaans cellist en later ook componist en dirigent.
Hij wordt beschouwd als de beste cellist van zijn tijd. In de loop van zijn leven maakte hij veel plaatopnamen. Daarvan zijn de tussen 1933 en 1936 gemaakte opnames van Bachs cellosuites het bekendst. Casals kreeg ook soloconcerten aan zich opgedragen, zoals het 2e celloconcert (1909) van de Nederlandse componist en pianist Julius Röntgen, met wie hij jarenlang een duo vormde. Ook maakte hij deel uit van het befaamde pianotrio Cortot - Thibaud - Casals.
Vele beroemde cellisten volgden een masterclass bij Casals, onder wie de Britse Jacqueline du Pré in 1960.
Zijn memoires heeft hij in 1970 laten publiceren onder de titel Joys and Sorrows: Pablo Casals, His Own Story (1970).

## Postume onderscheidingen
- In 1979, toen zijn stoffelijke resten vanuit Puerto Rico werden overgebracht om te worden bijgezet in zijn geboorteplaats El Vendrell, kreeg hij postuum de Medalla d'Or de la Generalitat, de hoogste onderscheiding van de Catalaanse regering.
- In 1989 werd hem postuum de Grammy Lifetime Achievement Award toegekend.

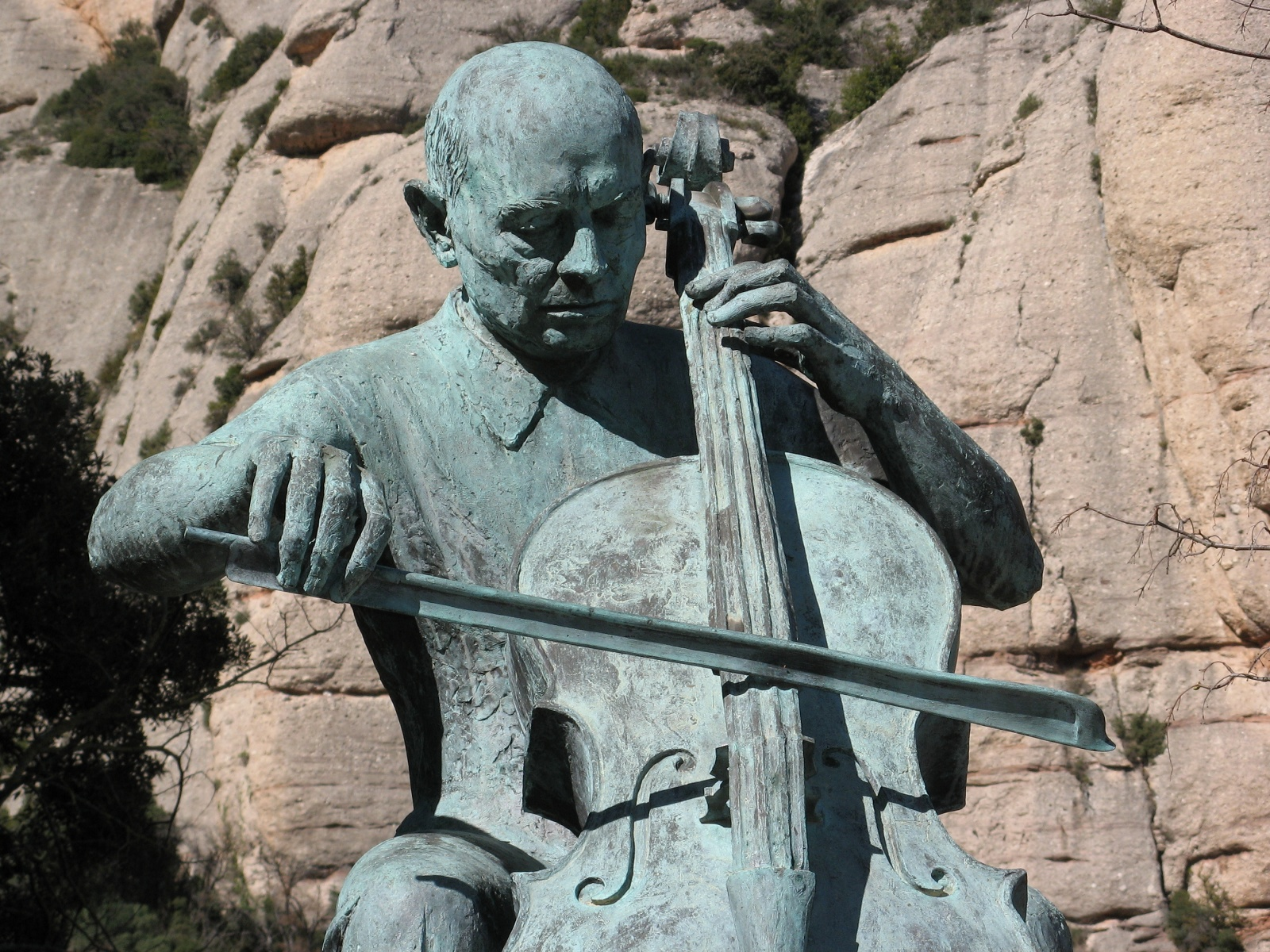
Standbeeld van Casals op de berg Montserrat
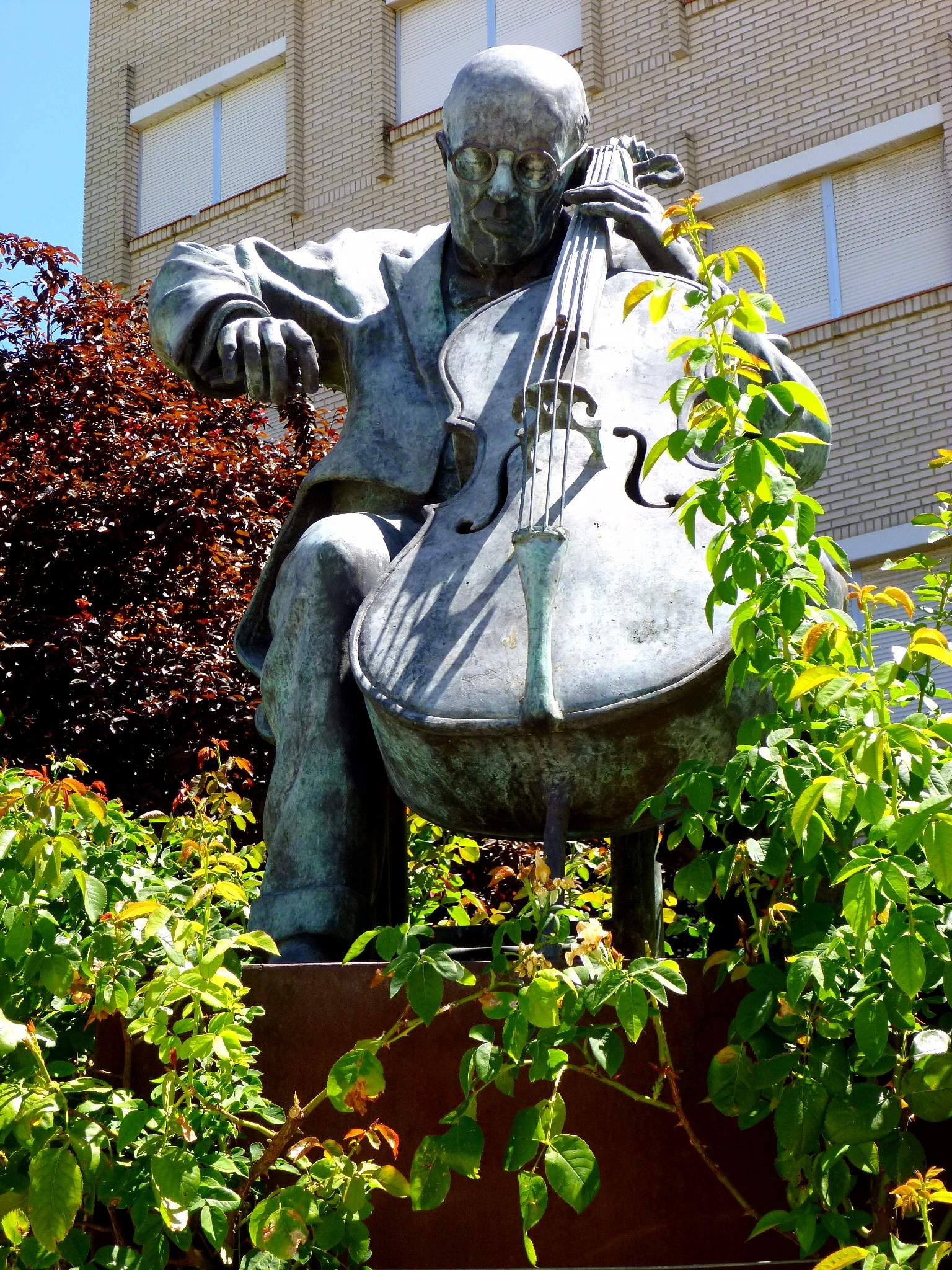
Standbeeld van Casals in Leganés
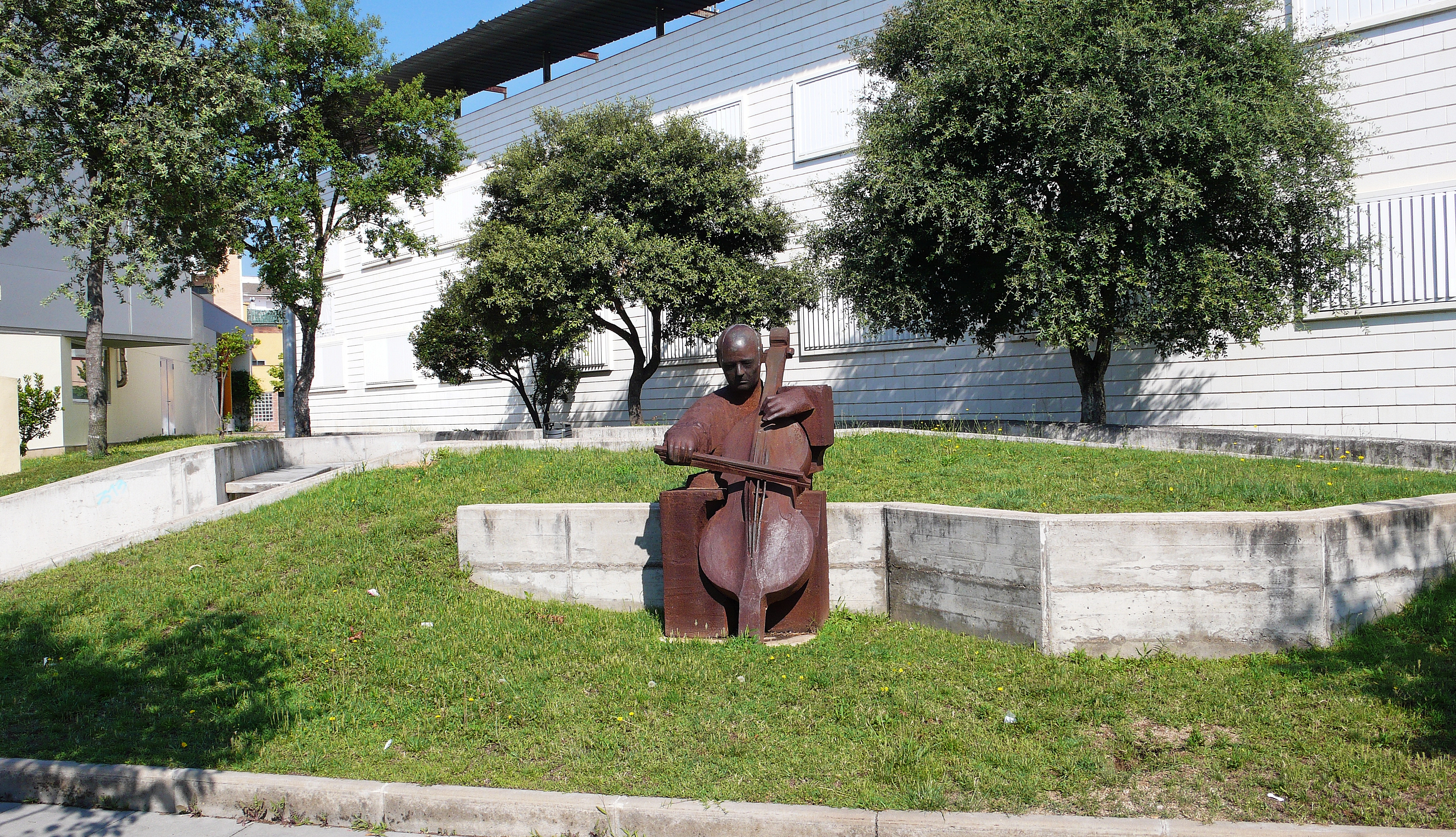
Monument in Tordera
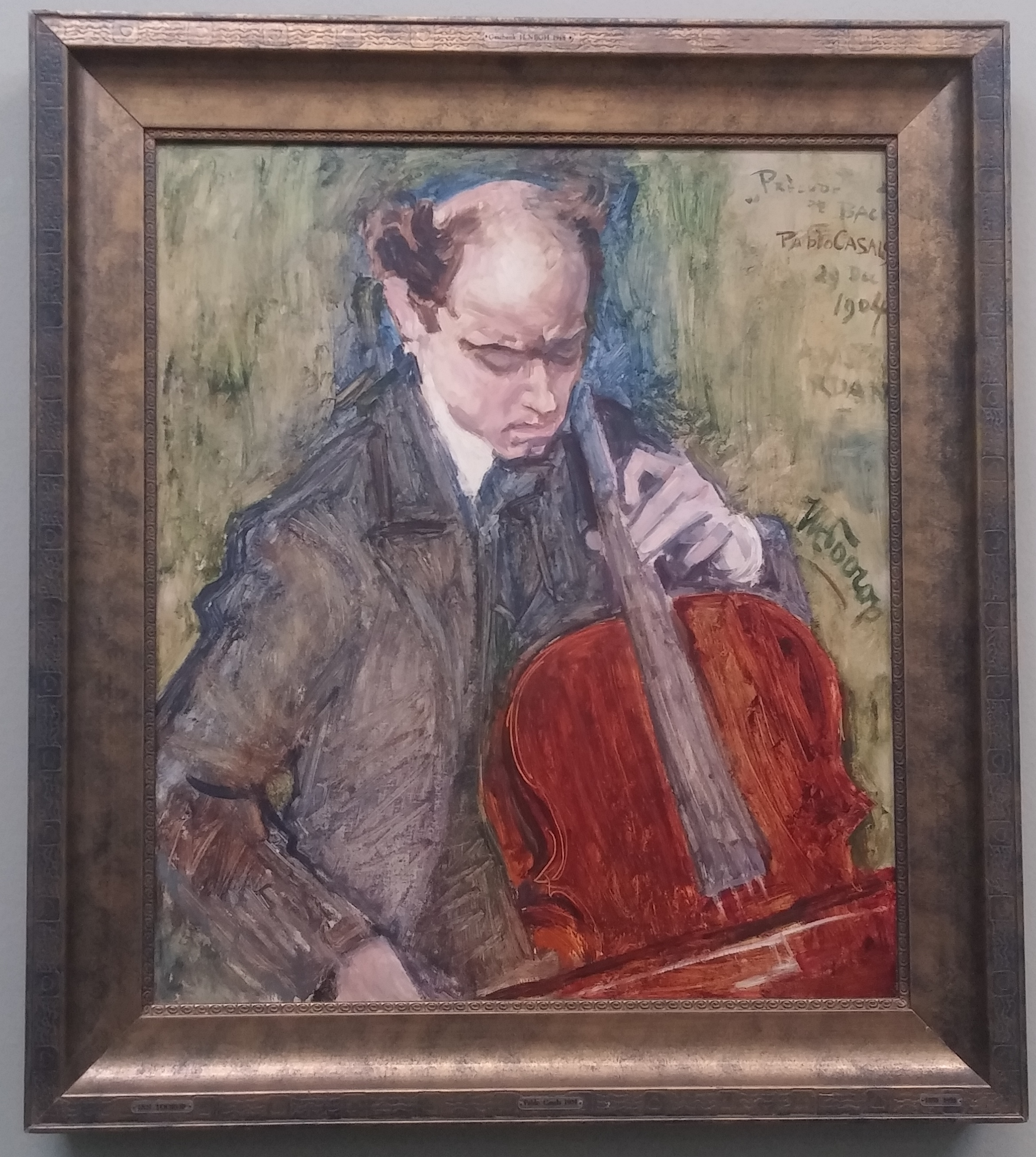
Portret van Pablo Casals door Jan Toorop (1904)
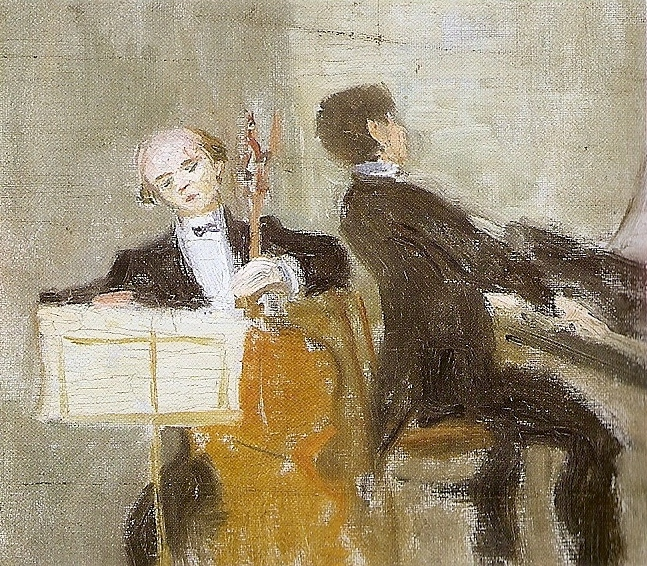
Pablo Casals en pianist Enrique Granados, door de schoonzus van Casals, Lluïsa Vidal